# Dr. Martens
Anglická značka obuvi Dr. Martens (v Británii nazývaná často „docs“ či „dcs“) je kultovní pro prakticky všechny mládežnické subkultury spojené s tvrdou hudbou.
Původně zdravotní boty, které jsou dílem bavorského doktora wehrmachtu Klause Maertense (později poangličtěno na Martens) a doktora Herberta Funcka, a které v první řadě sloužily k léčení Maertensova úrazu z lyží, byly nejprve "objeveny" prvními skinheady v šedesátých letech 20. století v Anglii. „Martensky“ jsou totiž původem pracovní boty a v té době se jednalo o normální součást pracovní uniformy anglického dělníka (skinheads jsou od začátku dělnickým hnutím). Kvůli pevnosti a okované špici se staly oblíbenou zbraní v pouličních bitkách a svého času dokonce byly zakázány na fotbalových stadionech a v některých hospodách. O něco později si je oblíbili punkeři, rockeři, motorkáři a nakonec vlastně všichni, kdo holdují hardcorovému rebelství.
Hlavním znakem „martensek“ bývá okovaná špice (přestože prapůvodní model označený číslem 1460 ji neměl), vysoká gumová podrážka se žlutým prošitím (tlumí nárazy při chůzi) a výška boty od osmi do dvaceti dírek. Tento model mnoho jiných výrobců s oblibou kopíruje, avšak obecně převládá názor, že žádný z nich nedosahuje kvality Dr. Martens. Vyjma toho se dají zakoupit i další modely obuvi této značky, jako jsou sandály, pantofle či tenisky. Dříve se vyráběly pouze v Anglii, později i v Číně. Přesto se „pravé anglické martensky“ dají v obchodech ještě sehnat.
Kultovní boty Dr. Martens proslavily např. také tyto hvězdy: Elton John, Madonna, Paul McCartney nebo skupiny Depeche Mode, Jethro Tull, Rolling Stones, Red Hot Chili Peppers, Pearl Jam a Soundgarden.